# 시킴 왕국
드렌종(언어 오류(sip-tibt): འབྲས་ལྗོངས།), 또는 시킴 왕국은 남아시아에 있던 인도 번왕국이다. 1642년에 설립되었으며 1861년부터 1947년까지는 영국의 보호국으로 남아 있었다. 1975년 인도에 합병되면서 소멸되었다.

## 역대 시킴 왕국의초걀
- 푼초그 남걀 (1642년 ~ 1670년)
- 텐숭 남걀 (1670년 ~ 1700년)
- 차크도르 남걀 (1700년 ~ 1717년)
- 규르메드 남걀 (1717년 ~ 1733년)
- 푼초그 남걀 2세 (1733년 ~ 1780년)
- 텐징 남걀 (1780년 ~ 1793년)
- 추드푸드 남걀 (1793년 ~ 1863년)
- 시드케옹 남걀 (1863년 ~ 1874년)
- 투토브 남걀 (1874년 ~ 1914년 2월 11일)
- 시드케옹 툴쿠 남걀 (1914년 2월 11일 ~ 1914년 12월 5일)
- 타시 남걀 (1914년 12월 5일 ~ 1963년 12월 2일)
- 팔덴 톤두프 남걀 (1963년 12월 2일 ~ 1975년 4월 10일)

## 같이 보기
- 시킴주
- 초걀